# لیک پانوراما (آیووا)
لیک پانوراما (به انگلیسی: Lake Panorama) شهری در ایالت آیووا کشور ایالات متحده آمریکا است که جمعیت آن در سرشماری سال ۲۰۱۰ میلادی، ۱٬۳۰۹ نفر بوده‌است.